# Eugène Renevier
Pour les articles homonymes, voir Renevier.
Eugène Renevier, né le 26 mars 1831 à Lausanne et mort le 4 mai 1906, est un géologue et enseignant en géologie vaudois. Dans les années 1880, il pose les bases de la géochronologie moderne.

## Biographie
Eugène Renevier est le fils de l'avocat Charles Renevier.
Eugène Renevier fréquente dès 17 ans l'École polytechnique de Stuttgart où il se lie d'amitié avec Albert Oppel. À partir de 1851, il étudie à l'Université de Genève où il prépare son mémoire géologique sur les pertes du Rhône qu'il publie en 1854. Il continue ses études scientifiques à Paris où il étudie les dépôts nummulitiques des Alpes avec le professeur Edmond Hébert. Il est nommé en 1856 professeur de sciences à l'Académie de Lausanne. Il y enseigne la zoologie, la paléontologie, la géologie et la minéralogie jusqu'à sa mort en 1906. Il fonde le Laboratoire de géologie en 1890.
Membre des sociétés géologiques de Suisse, de France et d'Angleterre et de nombreuses autres sociétés savantes, Eugène Renevier préside en 1874 le Congrès géologique international. Il participe aux commissions d'étude pour le percement du Simplon et du Mont-Blanc. Dès 1880, il est chargé par le gouvernement français de dresser la carte géologique de la Haute-Savoie. On lui doit plus de 190 publications et mémoires scientifiques, parmi lesquels sa Monographie des Alpes vaudoises (1890).
En 1874, Eugène Renevier est nommé conservateur du Musée géologique cantonal. Préparant le déménagement des collections dans des locaux de l'ancienne maison Gaudard, au sud de la cathédrale et voisine de l'Ancien-Évêché, Eugène Renevier, ses adjoints et ses étudiants réorganisent les fonds, classent les objets, les décrivent, les étiquettent. En 1879, le musée peut s'ouvrir au public. Comme toutes les collections vaudoises de l'époque, le musée prospère grâce aux donations des savants, à commencer par le conservateur lui-même et Philippe de La Harpe entre autres.
Dans les années 1880, année où il fonde la Société géologique suisse, il se voit confier la tâche de synthétiser toutes les connaissances stratigraphiques et géologiques existantes en vue de développer l'internationalisation de la géologie en posant les bases de la géochronologie moderne. Il met au point une classification en 9 tableaux et unifie les codes couleurs (unification des nomenclatures). En 1894, Renevier préside le Congrès géologique international de Zurich, organise l'une des excursions de prestige à travers la Suisse et présente à un auditoire savant, en avant-première, l'un de ses ouvrages majeurs, le Chronographe géologique. De 1898 à 1900, Eugène Renevier est Recteur de l'Université de Lausanne.
En 1906, le Musée de géologie déménage dans le Palais de Rumine recevant enfin l'espace nécessaire à ses collections. Eugène Renevier décède peu avant l'inauguration de Rumine dans un accident d'ascenseur le 4 mai 1906. Son successeur Maurice Lugeon lui dédie une salle du musée et y fait placer un portrait du défunt peint par son frère Frédéric Renevier.

## Autres fonctions
- 1893 : Préside la réunion de la Société Helvétique des Sciences Naturelles[1]
- 1894 : Préside le 6e congrès international de géologie à Zurich[1]

## Archives
- Fonds d'archives ETH-BIB